# NGC 1570
NGC 1570 (również NGC 1571 lub PGC 14971) – galaktyka eliptyczna (E), znajdująca się w gwiazdozbiorze Rylca.
Odkrył ją John Herschel 4 grudnia 1836 roku. Ponownie obserwował ją 1 grudnia 1837 roku, jednak obliczona przez niego pozycja różniła się od tej z pierwszej obserwacji, więc skatalogował ją jako oddzielny obiekt. Błędu tego nie zauważył John Dreyer i skatalogował obie obserwacje Herschela jako NGC 1570 i NGC 1571.